# Славујевце
Славујевце је насељено место града Лесковца у Јабланичком округу. Према попису из 2022. било је 330 становника.

## Етимологија
У имену овог села има поетике целоr краја. У Сушици се човек нигде пријатније не осећа него у Славујевцу. Шумовите дубраве, липари, долинице пуне зеленила и цвећа у мају и јуну одјекују од песме славуја више но ма где у долини Сушице. Мора да је та атмосфера инспирисала људе да овом селу даду ово поетично име које се тако лепо уклапа у овај зелени и распевани птичји рај.

## Географија

### Положај
Славујевце је засељено у долиници коју је река Сушица, уз помоћ многих мањих поточића, извајала на око два километра низводно од Игришта, а на удаљености од 16 километара од Лесковца, идући путем уз Сушицу. Но, благодарећи томе што је пут поред реке Сушице неупотребљив, Славујевчани иду у Лесковац преко Мирошевца, чиме продужују одстојање свога села од Лесковца за девет километара.

### Хидрографија
Атар села Славујевца избраздан је многим долинама којима теку поточићи. То су: Липар, Дубрава, Стојаново долинче, Цветково долинче, Ђоринско долинче, Параспур и Долинче. Долинице се сливају у правцу воденог тока Сушице. Ceм тога има доста и кладенаца, од којих су значајнији Бучало и На прогон. Због обиља текуће и изворске воде, цео атар овог села је у зеленилу и делује пријатно готово весело, супротно од суморне слике коју даје село Игриште.

### Земља
Ово село има атар у укупној површини од 593 хектара, од које на обрадиву земљу пада 247 хектара, док је под шумом 283 хектара. Воћњаци захватају 11 хектара, не рачунајући касније установљени воћњак пољопривредне задруге „14. август" из Мирошевца.
Земља носи ове називе: Њиве: Чардачине, Смрче, Пшеничиште, Старо гробље, Прогон и Пландиште, Црната долина, Колибиште, Бучало, друго Колибиште, Стојаново долинче, Бузалуци-Ђорински, Ржиште, Цветково долинче, Големи забел, Параспур, Ограђа, Рид, Дубрава, Арничке - Стојково долинче, Крушкар. Ливада има мало. Шуме носе називе: Међе, Колибиште, Големи забел, Стојаново долинче, Пален лисник, Суво ливаче-Бузалуци са пропланком у средини под травом, који се зове арница, Врчарски-Големи забел, Каменолом (где поред шума има и винограда), Дубрава, Благојев забел-Јовинско, Зорин забел, Јованкин забел, Раскрсје (на тромеђи мирошевачкој, тодоровачкој и славујевачкој) Црната долина, Малско (било подељено на махале у селу).
Виногради се налазе на месту Колибиште, Чардачине, Ограђа и Голи рид. Укупно их има око пет хектара.

## Демографија
У насељу Славујевце живи 359 пунолетних становника, а просечна старост становништва износи 43,0 година (40,6 код мушкараца и 45,7 код жена). У насељу има 106 домаћинстава, а просечан број чланова по домаћинству је 4,07.
Ово насеље је великим делом насељено Србима (према попису из 2002. године), а у последња три пописа, примећен је пад у броју становника.
|  |

| Демографија | Демографија | Демографија |
| Година      | Становника  | Становника  |
| ----------- | ----------- | ----------- |
| 1948.       | 538         |             |
| 1953.       | 601         |             |
| 1961.       | 573         |             |
| 1971.       | 540         |             |
| 1981.       | 532         |             |
| 1991.       | 484         | 477         |
| 2002.       | 431         | 437         |
| 2011.       | 394         |             |
| 2022.       | 330         |             |

| Етнички састав према попису из 2002.‍ | Етнички састав према попису из 2002.‍ | Етнички састав према попису из 2002.‍ | Етнички састав према попису из 2002.‍ | Етнички састав према попису из 2002.‍ |
| ------------------------------------ | ------------------------------------ | ------------------------------------ | ------------------------------------ | ------------------------------------ |
|                                      |                                      |                                      |                                      |                                      |
| Срби                                 | Срби                                 |                                      | 424                                  | 98,37%                               |
| Македонци                            | Македонци                            |                                      | 1                                    | 0,23%                                |
| непознато                            | непознато                            |                                      | 3                                    | 0,69%                                |

| Година пописа     | 1948. | 1953. | 1961. | 1971. | 1981. | 1991. | 2002. |
| ----------------- | ----- | ----- | ----- | ----- | ----- | ----- | ----- |
| Број домаћинстава | 80    | 89    | 91    | 102   | 113   | 111   | 106   |

| Број чланова      | 1 | 2  | 3  | 4  | 5  | 6  | 7 | 8 | 9 | 10 и више | Просек |
| ----------------- | - | -- | -- | -- | -- | -- | - | - | - | --------- | ------ |
| Број домаћинстава | 9 | 21 | 13 | 14 | 19 | 23 | 5 | 1 | 1 | 0         | 4,07   |

| Пол    | Укупно | Неожењен/Неудата | Ожењен/Удата | Удовац/Удовица | Разведен/Разведена | Непознато |
| ------ | ------ | ---------------- | ------------ | -------------- | ------------------ | --------- |
| Мушки  | 190    | 38               | 136          | 10             | 6                  | 0         |
| Женски | 182    | 19               | 136          | 26             | 1                  | 0         |
| УКУПНО | 372    | 57               | 272          | 36             | 7                  | 0         |

| Пол    | Укупно                    | Пољопривреда, лов и шумарство | Рибарство                            | Вађење руде и камена | Прерађивачка индустрија       |
| ------ | ------------------------- | ----------------------------- | ------------------------------------ | -------------------- | ----------------------------- |
| Мушки  | 106                       | 67                            | 1                                    | 0                    | 17                            |
| Женски | 50                        | 36                            | 0                                    | 0                    | 6                             |
| УКУПНО | 156                       | 103                           | 1                                    | 0                    | 23                            |
| Пол    | Производња и снабдевање   | Грађевинарство                | Трговина                             | Хотели и ресторани   | Саобраћај, складиштење и везе |
| Мушки  | 0                         | 3                             | 4                                    | 2                    | 7                             |
| Женски | 0                         | 0                             | 5                                    | 0                    | 0                             |
| УКУПНО | 0                         | 3                             | 9                                    | 2                    | 7                             |
| Пол    | Финансијско посредовање   | Некретнине                    | Државна управа и одбрана             | Образовање           | Здравствени и социјални рад   |
| Мушки  | 0                         | 0                             | 2                                    | 2                    | 0                             |
| Женски | 0                         | 0                             | 0                                    | 2                    | 1                             |
| УКУПНО | 0                         | 0                             | 2                                    | 4                    | 1                             |
| Пол    | Остале услужне активности | Приватна домаћинства          | Екстериторијалне организације и тела | Непознато            | Непознато                     |
| Мушки  | 0                         | 0                             | 0                                    | 1                    | 1                             |
| Женски | 0                         | 0                             | 0                                    | 0                    | 0                             |
| УКУПНО | 0                         | 0                             | 0                                    | 1                    | 1                             |

## Саобраћај
Славујевце се налази на путу који иде уз Сушицу од Доње Јајине до Игришта. Запуштен изнад села Кукуловца и Дрводеље, овај пут је постао неупотребљив за најудаљенија села Сушице: Славујевце и Игриште. Збоr тога је од Славујевца изграђен и одржаван макадамски пут до села Мирошевца, којим се ово село служи као саобраћајницом и за сам Лесковац, иако је овај заобилазни пут од оног кроз Сушицу дужи девет километара.